# Henriëtte Mayer van den Bergh

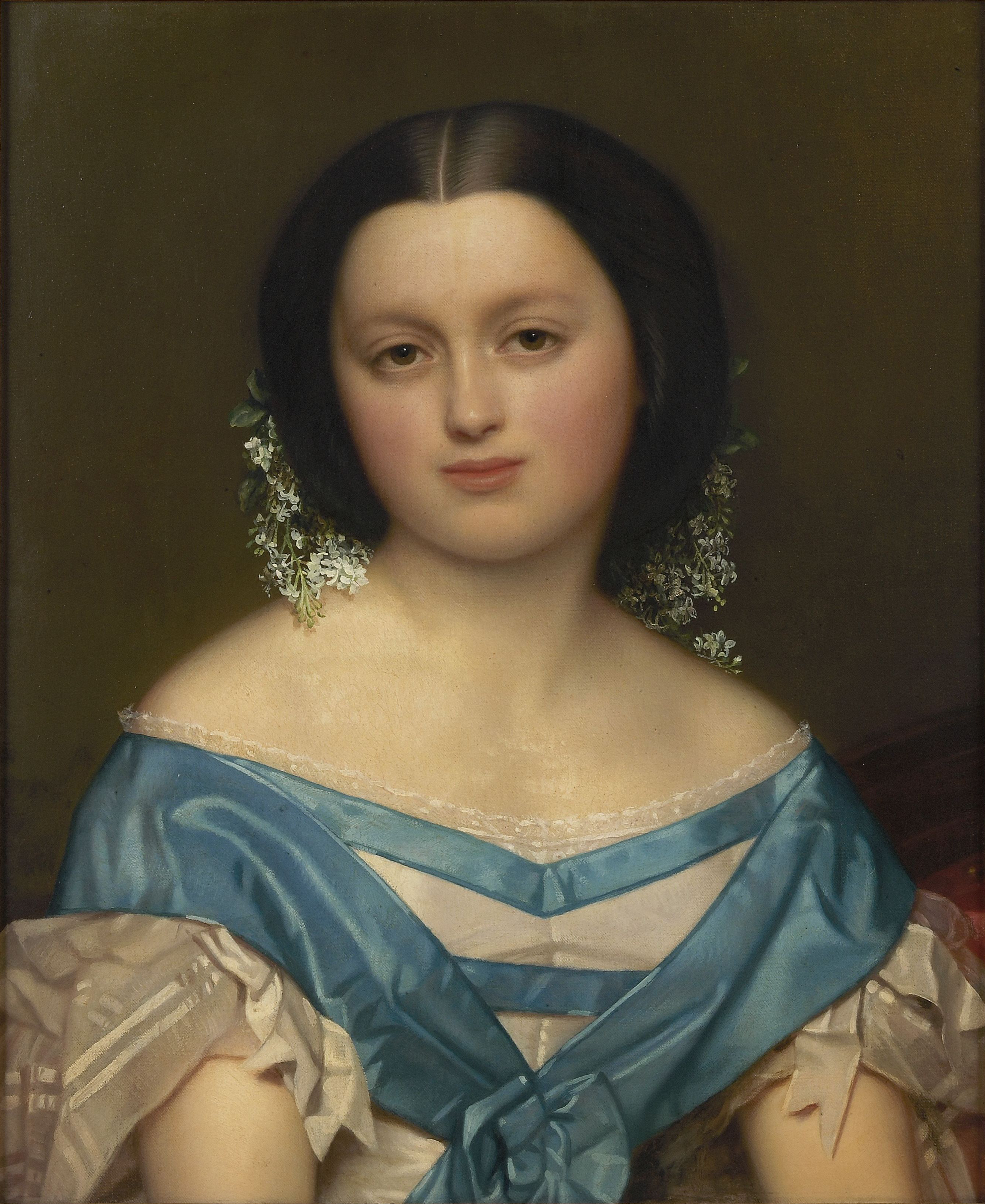
Joseph van Lerius: Henriëtte Mayer van den Bergh (1857)

Henriëtte Isabelle Joanna Mayer van den Bergh (* 9. Juli 1838 in Antwerpen; † 27. März 1920 ebenda) war eine belgische Kunstsammlerin, Mäzenatin und Museumskuratorin. Sie gründete 1904 in Antwerpen das Museum Mayer van den Bergh, dessen Kuratorin sie zeit ihres Lebens war.

## Leben und Werk
Henriëtte van den Bergh wurde als Tochter von Henriette Catherine Elsen und des vermögenden Antwerpener Stadtrates und Senators Jean Felix van den Bergh geboren, der mit seinem Bruder Maximilian die alteingesessene Genever-Destillerie & Brasserie La Cloche führte. Ihre Kindheit verbrachte sie zeitweilig auf Kasteel Maxburg in Meer.
Henriëtte van den Bergh heiratete 1857 den vermögenden Kölner Geschäftsmann Emil Mayer (1824–1879), der nach Antwerpen gezogen war, um eine Filiale der Firma Ensingh (später Mayer), die pharmazeutische Produkte und Gewürze vertrieb, zu eröffnen. Das Ehepaar hatte zwei Söhne, Fritz (1858–1901) und Oscar (1859–1913). Im Mai 1861 kauften sie in Antwerpen das herrschaftliche Anwesen Hof van Arenberg, das sie umfassend renovierten und umgestalteten. Während ihrer Ehezeit begann Henriëtte Mayer van den Bergh Kunst zu sammeln.
Nach dem Tod ihres Mannes im Jahr 1879 zog sich Mayer van den Bergh aus dem öffentlichen Leben zurück und begann sich ausschließlich der Kunst zu widmen. Während der jüngere Sohn Oscar das väterliche Geschäft weiterführte, zog ihr Sohn Fritz wieder zur Mutter. Zunächst vervollständigte er seine eigene numismatische Sammlung. Anschließend begann er gemeinsam mit seiner Mutter mit der Katalogisierung der Familiensammlung. 1892 verkauften sie einen Großteil ihrer Sammlung, vermutlich um finanzielle Spielräume für Einkäufe für ein zukünftiges Museum zu schaffen. Fritz Mayer van den Bergh investierte ein Großteil des väterlichen Erbes in Gemälde und antike Kunstgegenstände und wurde zu einem anerkannten Experten und Sammler der Gemälde von Pieter Brueghel d. Ä. Er erwarb mehrere Gemälde des flämischen Malers. 1888 wurde Fritz Mayer van den Bergh für seine Verdienste mit dem Titel Ritter geadelt. 1898 kaufte er 451 mittelalterliche Kunstwerke des gerade verstorbenen Sammlers Carlo Micheli auf.
Fritz Mayer van den Bergh starb im Alter von 43 Jahren an den Folgen eines Reitunfalls. Seine Mutter kümmerte sich in der Folgezeit um sein Vermächtnis und erfüllte seinen Wunsch, die Kunstsammlung der Öffentlichkeit zugänglich zu machen.
1901 beauftragte Henriëtte Mayer van den Bergh den Architekten Joseph Hertogs mit dem Bau eines neugotischen Museumsbaus. In Erinnerung an ihren Sohn wurde im Entrée des Gebäudes ein von Louis Dupuis geschaffenes Medaillon angebracht, das Fritz Mayer van den Bergh zeigt. Ein Jahr später beauftragte sie Hertogs mit der Renovierung ihres Hauses. 1904 wurde das Museum eröffnet. Henriëtte Mayer van den Bergh umgab sich mit Kunsthistorikern, die den Nachlass des Sohnes sichteten und für das Museum aufbereiteten. Als Kuratorin auf Lebenszeit schenkte sie das Museumsgebäude und die wertvolle Kunstsammlung bereits 1906 einem Regentenrat, der sich aus Freunden und Kunsthistorikern zusammensetzte.
Henriëtte Mayer van den Bergh betätigte sich auch als Bauherrin von repräsentativen Stadthäusern und Villen in Antwerpen, die zwischen 1905 und 1910 von Joseph Hertogs errichtet wurden. Ferner ließ sie das Handelshaus Au Printemps an der Ecke Leopoldstraat und Arenbergstraat bauen.
Neben ihrer Arbeit im Museum gründete und finanzierte Henriëtte Mayer van den Bergh verschiedene wohltätige Stiftungen: Die von ihr gegründete Sint-Henricus-Stiftung übernahm die kostenlose Versorgung bedürftiger Patienten im Sint-Camillus-Krankenhaus. In Mortsel gründete sie die Sint-Fredericus-Stiftung und ließ von Joseph Hertogs ein Altersheim errichten, das später in ein Pflegeheim umgebaut wurde. Darüber hinaus finanzierte sie in Mortsel den Bau von 43 Einfamilienhäusern für bedürftige Familien.